# Wola Łużańska
Wola Łużańska – wieś w Polsce położona w województwie małopolskim, w powiecie gorlickim, w gminie Łużna.
W latach 1975–1998 miejscowość administracyjnie należała do województwa nowosądeckiego.
Integralnymi częściami Woli Łużańskiej są: Gaberówka, Granice, Nowa Wieś, Pisanki, Podlesie i Zapady. W miejscowości zlokalizowana jest stacja kolejowa przy trasie kolejowej nr 108.

## Historia
Pierwsza wzmianka historyczna o Woli Łużańskiej pochodzi z roku 1418. Nazwa sugeruje, że jest to miejscowość wtórna do istniejącej wcześniej Łużnej. W Łużnej w roku 1440 istniała już na pewno parafia z kościołem parafialnym pw. św. Marcina Biskupa wspólnym dla Łużnej i Woli Łużańskiej. Parafię wzmiankuje Jan Długosz w 1470 roku w Liber beneficiorum dioecesis Cracoviensis.

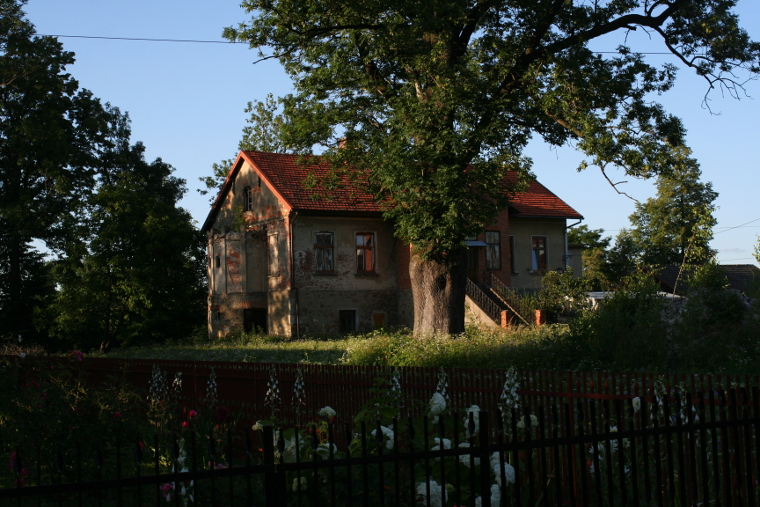
Pozostałości dworu w Woli Łużańskiej, dawnej siedziby Potockich

Wola Łużańska i Łużna były własnością szlachecką. Na początku znajdowały się w rękach rodu Bobowskich herbu Gryf oraz Myszków Łużeńskich również herbu Gryf. W XV w. przechodzą w ręce rodu Gładyszów, a następnie Branickich. W 1599 r. Samuel Branicki sprzedaje Łużnę wraz z Wolą Łużańską podstaroście bieckiemu Janowi Potockiemu herbu Szreniawa. Ród Potockich wywodzi się z Potoka w powiecie lelowskim. Jan Potocki był kalwinem. Mieszkał na stałe w Łużnej, tam wychowywał swego syna Adama. Adam ożenił się w roku 1620 z Zofią Przypkowską i dostał od ojca we władanie Wolę Łużańską, mieli trzech synów, wśród nich w 1625 roku Wacław Potocki, późniejszy poeta.
W Woli Łużańskiej zachował się budynek dworu, który miejscowi łączą z dawnym dworem – miejscem urodzenia Wacława Potockiego. Wielokrotnie przebudowany obiekt, z malowniczym półokrągłym ryzalitem przy ścianie szczytowej, z pewnością nie jest dawną siedzibą Potockich, chociaż być może został wybudowany na jej miejscu. W ramach miejscowego planu zagospodarowania przestrzennego tzw. „pozostałości dworu w Woli Łużańskiej” uchwałą rady gminy z 2003 roku zostały objęte ochroną konserwatorską. W pobliżu znajdują się pozostałości dworskiej sadzawki oraz okazały dąb – chroniony jako pomnik przyrody.

## Edukacja
W Woli Łużańskiej działa Szkoła Podstawowa im. Wacława Potockiego oraz samorządowe przedszkole, które mieści się w budynku szkoły podstawowej.

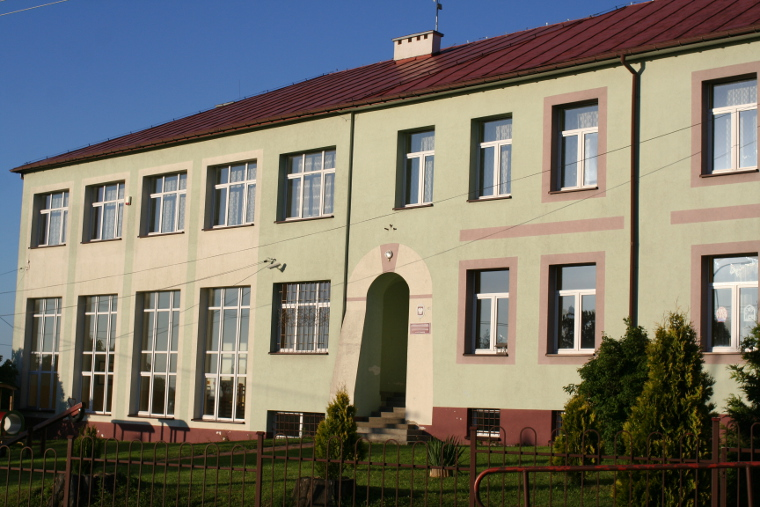
Szkoła Podstawowa im. Wacława Potockiego w Woli Łużańskiej

Na terenie wsi działa rzymskokatolicka parafia pod wezwaniem Najśw. Maryi Panny Częstochowskiej.